# 史克魯奇
愛德華·韋朗諾夫斯基（1992年11月5日—），藝名史克魯奇，是一位在俄羅斯發展的烏克蘭饒舌歌手。他於2015年贏得「熱血青年」(Молодая Кров) 比賽後，與俄羅斯 Black Star Inc. 公司簽約成為旗下藝人。

## 生平
愛德華出生於烏克蘭大莫斯季，他剛出生就隨家人搬到尼古拉耶夫州的五一城。曾在學校學習物理，高中畢業後他去敖得薩繼續學業，但最終放棄並回到五一城。愛德華描述他的童年時代「毫無特色，沒有目標也沒有歡樂」。放棄學業的他很早就出去工作，曾做過推銷員、售貨員，在建築工地當鋸木工人。從小就愛籃球，曾是學校裡國家籃球隊的成員。也是在一次籃球訓練時他遇到了改變自己命運的音樂導師，此後他開始自己出資錄製歌曲和音樂影片。
2015年，他決定參加真人實境秀「熱血青年」，Black Star 公司會從這個節目中選出表現優異者簽約成為其旗下藝人。同年10月他被公司簽下，次年2月和提馬堤等歌手合作推出單曲()。4月推出個人單曲，至今獲得超過六百萬次觀看次數。到6月末，他推出首張迷你專輯 «» 以及兩支新的音樂影片：專輯同名曲 和。

## 外部連結
- 官方网站 （俄文）
- 史克魯奇的Facebook專頁
- YouTube上的史克魯奇頻道